# Nueva Esperanza, Tapachula
Nueva Esperanza är en ort i Mexiko.   Den ligger i kommunen Tapachula och delstaten Chiapas, i den sydöstra delen av landet, 900 km sydost om huvudstaden Mexico City. Nueva Esperanza ligger 1 524 meter över havet och antalet invånare är 111.
Terrängen runt Nueva Esperanza är bergig åt nordväst, men åt sydost är den kuperad. Runt Nueva Esperanza är det tätbefolkat, med 343 invånare per kvadratkilometer. Närmaste större samhälle är Huixtla, 19,3 km väster om Nueva Esperanza. I omgivningarna runt Nueva Esperanza växer i huvudsak städsegrön lövskog.